# Tommy Rettig
Tommy Rettig, nato Thomas Noel Rettig (New York, 10 dicembre 1941 – Marina del Rey, 15 febbraio 1996), è stato un attore, informatico e programmatore statunitense, noto al grande pubblico come attore bambino per aver interpretato il personaggio di Jeff Miller nelle prime tre stagioni della serie televisiva Lassie, dal 1954 al 1957.

## Biografia

### I primi anni e la carriera da attore
Nacque da Elias Rettig, di religione ebraica, e da Rosemary Nibali, italoamericana cattolica nel quartiere di Jackson Heights, nel distretto newyorkese del Queens.. Iniziò la sua carriera artistica all'età di sei anni, in tournée con Mary Martin nel musical Annie Get Your Gun  (Anna prendi il fucile), nel quale recitava il ruolo del piccolo Jake.
Prima del suo ruolo più famoso, quello di Jeff Miller nella serie Lassie, Rettig apparve in diciotto film, tra i quali sono da ricordare Solo per te ho vissuto (1953), Le 5000 dita del Dr. T (1953), scritto dal fumettista Dr. Seuss, e La magnifica preda (1954), con Marilyn Monroe e Robert Mitchum. Fu l'ottima intesa con un cane sul set del film Le 5000 dita del Dr. T a convincere l'animal trainer Rudd Weatherwax a proporre Rettig per un'audizione nel ruolo del padrone di Lassie, nella serie in cui Weatherwax mise a disposizione i suoi collie per il cane protagonista.
Malgrado il grande successo di pubblico, Rettig successivamente dichiarò che avrebbe desiderato vivere una normale vita da adolescente e, dopo quattro stagioni della serie televisiva, egli rescisse il contratto, dimostrandosi anche piuttosto critico circa il trattamento e i compensi ricevuti dai bambini prodigio del cinema nella sua epoca.
Nel 1959 si diplomò alla University High School di Los Angeles. Nella stagione 1964-1965 prese parte con Tony Dow alla soap opera per ragazzi Never Too Young. Col gruppo "The TR-4", egli registrò anche una canzone col medesimo titolo per conto della "Velvet Tone".

### Dopo la carriera di attore
Divenuto adulto, Rettig contribuì a fondare un'organizzazione di sostegno ai giovani in difficoltà, utilizzando la sua immagine di bambino prodigio per promuovere campagne di sensibilizzazione al problema della droga. Successivamente decise di occuparsi di tecnologia, distinguendosi per essere tra i primi a esplorare il mondo dei personal computer agli albori della loro comparsa sul mercato.
Durante i suoi ultimi 15 anni di vita, Rettig divenne noto in particolare come programmatore di database, autore ed esperto nel settore. Prima impiegato alla Ashton-Tate, successivamente si specializzò in dBASE, Clipper, FoxBASE e FoxPro.

### Gli ultimi anni
Rettig fece un'ultima apparizione in un episodio della serie televisiva The New Lassie, con Jon Provost (che andò in onda il 25 ottobre 1991), al fianco di altre star che avevano partecipato in passato a produzioni su Lassie, come Roddy McDowall, interprete del film Torna a casa Lassie (1943), e June Lockhart, protagonista de Il figlio di Lassie (1945).
Morì all'età di 54 anni per un infarto. I suoi funerali si tennero a Marina del Rey (California), dove Rettig risiedeva dalla fine degli anni ottanta, e vi presero parte l'attore e musicista Roger Clinton Jr., fratello dell'allora presidente statunitense Bill Clinton, e molte star del cinema.

## Riconoscimenti
- Young Hollywood Hall of Fame (1950's)

## Filmografia

### Cinema
- Bandiera gialla (Panic Streets), regia di Elia Kazan (1950) (non accreditato)
- La fortuna si diverte (The Jackpot), regia di Walter Lang (1950)
- Due settimane d'amore (Two Weeks with Love), regia di Roy Rowland (1950)
- Si può entrare? (For Heaven's Sake), regia di George Seaton (1950)
- La donna del gangster (The Strip), regia di László Kardos (1951)
- Fuga d'amore (Elopement), regia di Henry Koster (1951)
- Vedovo cerca moglie (Week-End with Father), regia di Douglas Sirk (1951)
- Gobs and Gals, regia di R.G. Springsteen (1952)
- Paula, regia di Rudolph Maté (1952)
- La signora vuole il visone (The Lady Wants Mink), regia di William A. Seiter (1953)
- Le 5000 dita del Dr. T (The 5,000 Fingers of Dr. T), regia di Roy Rowland (1953)
- Solo per te ho vissuto (So Big), regia di Robert Wise (1953)
- La magnifica preda (River of No Return), regia di Otto Preminger (1954)
- La spia dei ribelli (The Raid), regia di Hugo Fregonese (1954)
- Sinuhe l'egiziano (The Egyptian), regia di Michael Curtiz (1954)
- La tela del ragno (The Cobweb), regia di Vincente Minnelli (1955)
- Gunpoint: terra che scotta (At Gunpoint), regia di Alfred L. Werker (1955)
- L'ultima carovana (The Last Wagon), regia di Delmer Daves (1956)

### Televisione
- Kraft Television Theatre - serie TV, 1 episodio (1949)
- Escape - serie TV, 1 episodio (1950)
- Four Star Playhouse - serie TV, 1 episodio (1953)
- Your Play Time - serie TV, 3 episodi (1953)
- Omnibus - serie TV, 1 episodio (1954)
- Lux Video Theatre - serie TV, 1 episodio (1954)
- The Ford Television Theatre - serie TV, 3 episodi (1952-1954)
- The Pepsi-Cola Playhouse - serie TV, 1 episodio (1954)
- Schlitz Playhouse of Stars - serie TV, 1 episodio (1955)
- Lassie - serie TV, 115 episodi (1954-1957)
- Avventure in elicottero (Whirlybirds) - serie TV, 1 episodio (1958)
- Studio One - serie TV, 3 episodi (1949-1958)
- Sugarfoot – serie TV, episodi 2x04-4x09 (1958-1961)
- The Man from Blackhawk - serie TV, 1 episodio (1960)
- Lawman - serie TV, 1 episodio (1960)
- Carovane verso il West (Wagon Train) - serie TV, 1 episodio (1961)
- Peter Gunn – serie TV, episodio 3x19 (1961)
- Death Valley Days - serie TV, 1 episodio (1962)
- The Littlest Hobo - serie TV, 1 episodio (1964)
- Many Happy Returns - serie TV, 1 episodio (1965)
- Mr. Novak – serie TV, episodio 2x28 (1965)
- Il fuggiasco (The Fugitive) - serie TV, 1 episodio (1965)
- Never Too Young - serie TV, 1 episodio (1966)
- Lassie (The New Lassie) - serie TV, 1 episodio (1991)

## Doppiatori italiani
- Claudio Sorrentino in L'ultima carovana, Lassie
- Vittorio Stagni in La magnifica preda